# Schloss Fraunberg

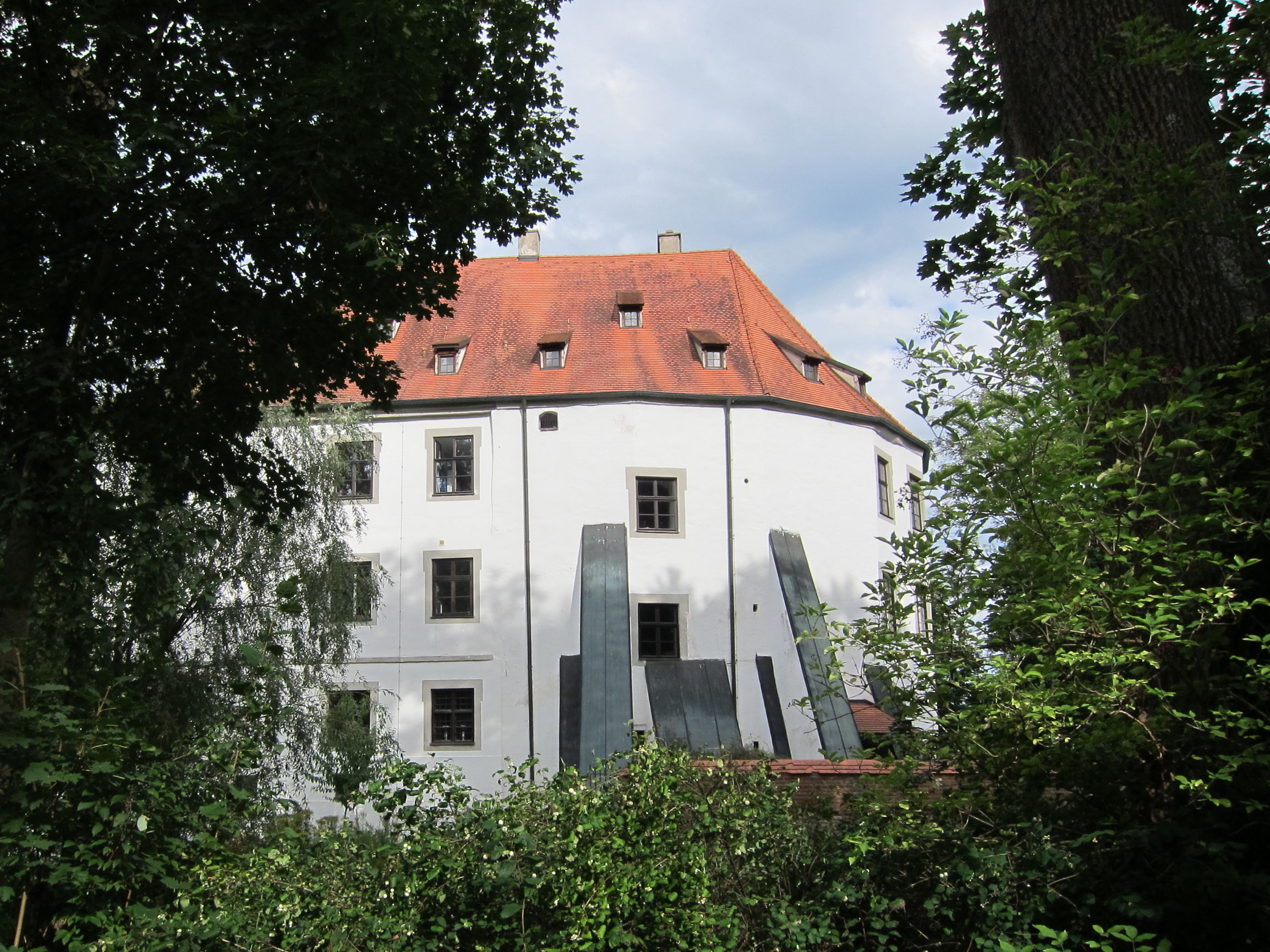
Schlossansicht

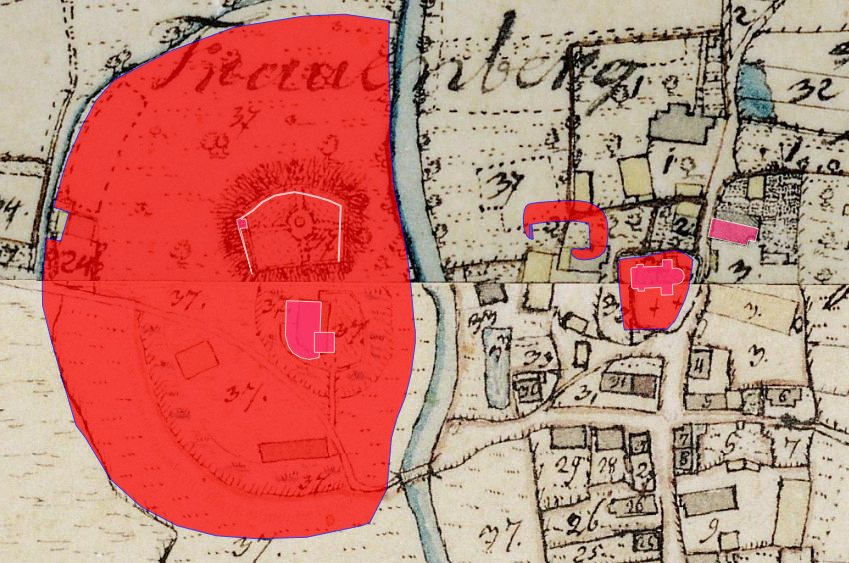
Lageplan von Schloss Fraunberg auf dem Urkataster von Bayern

Schloss Fraunberg (auch Altfraunberg) in der Gemeinde Fraunberg im Landkreis Erding  von Oberbayern ist eines der ältesten Wasserschlösser Bayerns. Das Schloss befindet sich 170 m östlich der Pfarrkirche St. Florian in Fraunberg.

## Geschichte
Die Anlage mit doppeltem Grabenring geht auf die Zeit vor dem Jahr 1000 zurück. Das Schloss wurde vermutlich im 13. Jahrhundert erbaut. Seit seiner Gründung befindet sich das Schloss, das eigentlich eine Burg ist, im Besitz der freiherrlichen Familie von Fraunberg. Während des Dreißigjährigen Krieges wurde es geplündert und schwer beschädigt. 1683 wurde die Anlage wieder aufgebaut. Bauherr war Victor von Fraunberg. In jüngster Vergangenheit erfolgte eine grundlegende Innen- und Außenrenovierung. In manchen Räumen sind noch Stuckdecken aus der Erbauungszeit von 1683 erhalten.

## Baubeschreibung
Bei dem Schloss handelt es sich um eine dreigeschossige Anlage mit mittelalterlichem Burggraben. Es ist umgeben von einem kleinen Park und einer Schlossmauer. Teile der Hausfundamente, der Umfassungsmauer sowie des Bergfrieds stammen noch aus dem Mittelalter. Der Wassergraben wird von der Strogen gespeist.
Die Anlage ist unter der Aktennummer D-1-77-120-2 als denkmalgeschütztes Baudenkmal von Fraunberg verzeichnet. Ebenso wird sie als Bodendenkmal unter der Aktennummer D-1-7637-0277 im Bayernatlas als „untertägige mittelalterliche und frühneuzeitliche Befunde im Bereich von Schloss Altfraunberg und seiner Vorgängerbauten bzw. älteren Bauphasen“ geführt.